# Jobbik felek (Hősök)
A Jobbik felek a Hősök című televíziós sorozat hatodik epizódja.

## Cselekmény
|  | Alább a cselekmény részletei következnek! |

- Hiro felhívja Petert. Peter elmond neki mindent, hogy a jövőbeli Hiro kérte őt, hogy mentség meg a pompomlány, és mentsék a világot. A festménysorozat szinte teljesen megvan, egyedül a legelső hiányzik, de Isaac szerinte Simone-nál van. Hiro-ék elindulnak New Yorkba, de megint összefutnak azokkal, akiket Hiro legyőzött csalással. Egy barátságos játszmát akarnak, így Hiro és Ando megállapodik, hogy hagyják őket nyerni. Hiro azonban valamit nem jól csinál, és megint Ando-hoz kerülnek a jó lapok. Ando amikor az asztal alá hajol, látja, hogy tele van fegyverrel, ezért kimennek gyorsan a WC-be. Amikor bemennek, fura hangokat hallanak, az ajtón pedig vér folyik be. Azonnal elmenekülnek. Hiro szomorkodik, hogy nem tudta megmenti azoknak az embereknek az életét, akik odavesztek, de Ando bátorítja, hogy nem szabad feladni ezzel.
- Noah megígéri Claire-nek, hogy következő nap találkozhat az igazi szüleivel. Claire találkozik is velük, de nem tud meg semmi érdekeset. Később, mikor Noah kikíséri őket, akkor Claire nem vér szerinti anyja beszél neki valami betegségről, de nem mond túl sokat.
- Niki éjjel felriad. Körülnéz, és látja, hogy kint van a rendőrautó. A háta mögött azonban megszólal D.L., de Niki nem kiabál. D.L. elmeséli neki, hogy lelépett Linderman 2 millió dollárjával, és ha Nikiék is velük lettek volna, aki mindannyiukat megölte volna. Niki megengedi neki, hogy nála maradjon éjszakára, de reggel el kell mennie. Reggel D.L. mondja Nikinek, hogy éjjel Niki felkelt, Niki erre nem emlékszik, és a tükörben pedig két Niki-t lát. D.L. azt mondja Micah-nak, hogy csak úgy kisétált a börtönből, azután azt kéri Nikitől, hogy vigye el ahhoz a nőhöz, aki felültette, hogy Niki is megtudja, D.L. nem bűnös. El is mennek, és mikor odaérnek arra a helyre tele van hullákkal, ezért gyorsan elhúznak onnan. Otthon Niki elmondja D.L.-nek, hogy mi történt azokkal a fickókkal, akik eljöttek behajtani Linderman pénzét. Niki kezd teljesen kibukni, míg a másik énje megszólal. Elmondja neki, hogy mindent ő tett. Ő ölte meg D.L. bandáját, ő ölt meg mindenkit, akik rejtélyes módon meghaltak körülötte. Továbbá kényszeríti Nikit, hogy vigye el Micah-t D.L.-től minél távolabb. Megmondja neki, hogy hol van a pénz, amit rabolt. A pénz a padláson van, és mikor Niki leér, D.L. azt hiszi, hogy Niki végig kijátszotta. Ekkor Niki ismét átváltozik, majd a falhoz repíti D.L.-t, de D.L. átmegy a falon, tehát így jutott ki a börtönből. Ezután D.L. átfúrja a kezét Niki hasán, aki a földre esik.
- Mohinder úgy dönt, hogy elmegy, elbúcsúzik Eden-től is, aki végig vele volt, de a puszi helyett megcsókolják egymást... Eden, miután Mohinder elmegy, felhívja Noah-t, kiderül, hogy együtt dolgoznak. Elmond neki mindent, amit tudott. Eden ezután Isaac-hez megy.

## Elbeszélés
Az epizód elején:
Az evolúció egy tökéletlen és gyakran erőszakos folyamat. Egy harc aközött, ami létezik, és aminek még meg kell születnie. A születés ezen fájdalmai közben, a moralítás elveszti jelentését. A jó és a gonosz kérdése egyetlen egyszerű választásra egyszerűsödik: túlélés vagy pusztulás.
Az epizód végén:
Az evolúció egy tökéletlen és gyakran erőszakos folyamat. A moralítás elveszíti értelmét. A jó és a gonosz kérdése egyetlen egyszerű választásra egyszerűsödik: túlélés vagy pusztulás.

## Érdekességek
- D.L. Hawkins képes átmenni a falon, azaz meg tudja változtatni a tárgyak fizikai állapotát és át tud hatolni bármilyen élő vagy élettelen tárgyon.
- Ebben az epizódban szólal meg először Niki másik énje, Jessica.